# Nguyen Thien Dao

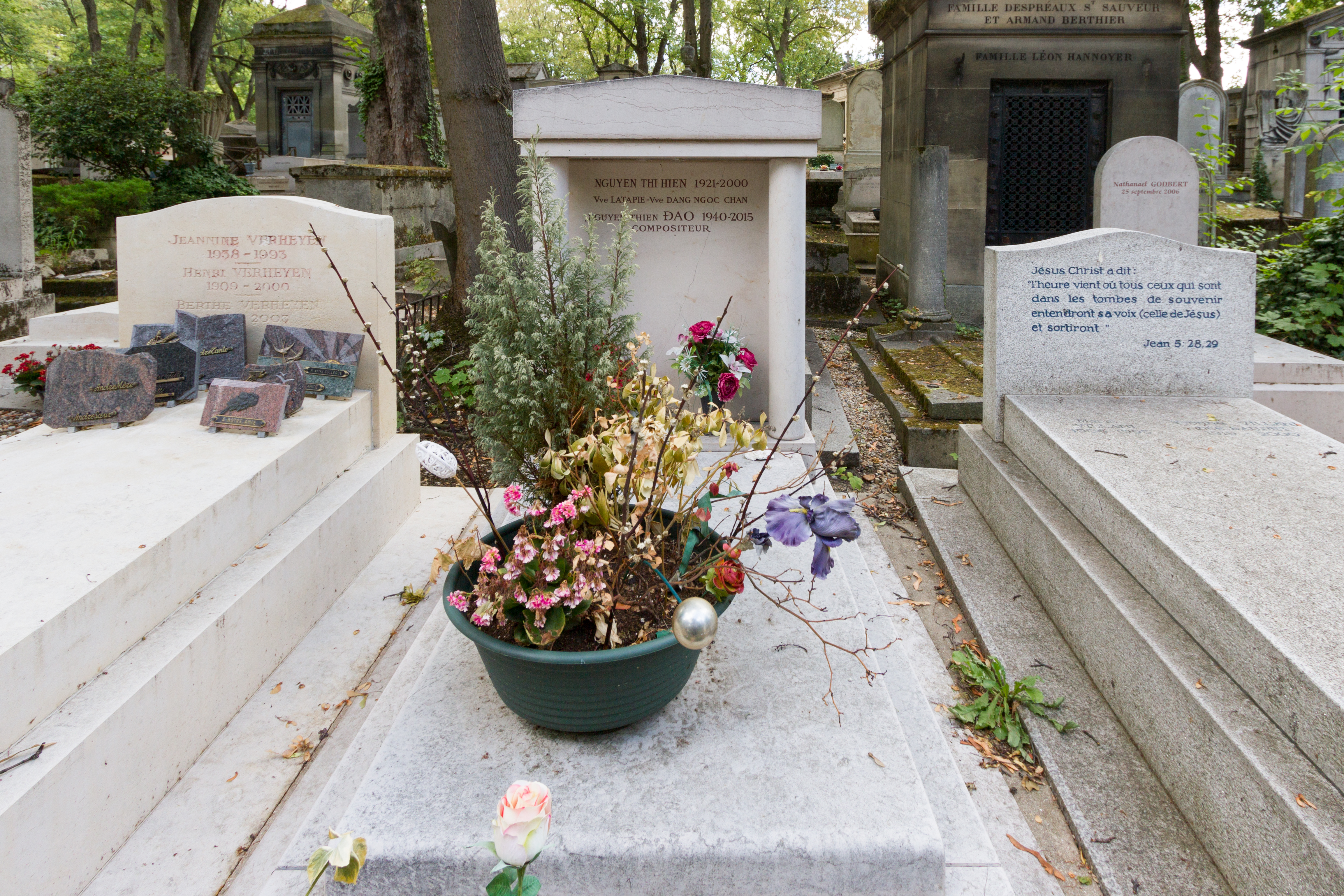
Grab von Nguyen Thien Dao auf dem Friedhof Père-Lachaise in Paris

Nguyen Thien Dao (auch Nguyen-Thien Dao; * 3. Juli 1940 in Hadong (heute zu Hanoi); † 20. November 2015 in Paris) war ein zeitgenössischer französischer Komponist vietnamesischer Herkunft.

## Leben und Werk
Nguyen Thien Dao wurde 1953 von seinem Vater nach Paris geschickt, um dort seine Ausbildung fortzusetzen. Die Eltern hatten für ihn zunächst eine wissenschaftliche Ausbildung vorgesehen. Aber Nguyen Thien Daos Wunsch bestand darin, sich der Musik zu widmen. Er nahm zunächst privaten Musikunterricht, bis er 1963 am Pariser Konservatorium aufgenommen wurde. Hier studierte er Harmonielehre und Kontrapunkt. 1967 trat er in die Klasse von Olivier Messiaen ein. Bereits nach einem Jahr Studium bei Messiaen wurde er mit einem ersten Preis ausgezeichnet.
Nguyen Thien Dao trat erstmals 1969 beim Royan Festival mit dem Kammermusikwerk Tuyen Lua an die Öffentlichkeit. Claude Samuel hatte dieses Stück auf Empfehlung von Messiaen in das Festivalprogramm aufgenommen. 1974 erhielt Dao den Prix Olivier Messiaen der niederländischen Stiftung Erasme. 1984 erhielt er den Prix André Caplet der Académie des Beaux-Arts.
Nguyen Thien Dao schuf auf Basis von Mikrointervallen, Farbtönen und einer speziellen Konzeption der musikalischen Zeit eine Synthese von östlicher und westlicher Musiktradition. In seiner späten Phase komponierte er zahlreiche Werke für traditionelle vietnamesische Instrumente. Von seinen zahlreichen symphonischen und kammermusikalischen Werken, Konzerten, Opern und Oratorien müssen Koskom (1970), Ba Me Vietnam (1972), Gio Dong (1973, uraufgeführt vom Komponisten beim La Rochelle Festival 1974), Camatithu (1974), Écouter, mourir (1980), Symphonie pour pouvoir (1989), sein Opernoratorium Les enfants d'Izieu (Premiere 1994 beim Avignon Festival), Arco vivo (2000), Kosmofonia (2001), Song Nhat Nguyen (Premiere in einer Aufführung des Komponisten an der Hanoi Opera 2002) und Khai Giac (2008) genannt werden.